# SC Rot-Weiß Oberhausen-Rhld. 1904 1987-1988
Questa voce raccoglie le informazioni riguardanti l'SC Rot-Weiß Oberhausen-Rhld. 1904 nelle competizioni ufficiali della stagione 1987-1988.

## Stagione
Nella stagione 1987-1988 il Rot Weiss Oberhausen, allenato da Hans-Werner Moors, concluse il campionato di 2. Bundesliga al 16º posto. In Coppa di Germania il Rot Weiss Oberhausen fu eliminato al primo turno dal Preußen Münster.

## Rosa
| N. |                     | Ruolo | Calciatore       |
| -- | ------------------- | ----- | ---------------- |
|    | Germania (bandiera) | P     | Kurt Kowarz      |
|    | Germania (bandiera) | D     | Günter Abel      |
|    | Germania (bandiera) | D     | Helmut Gorka     |
|    | Germania (bandiera) | D     | Florian Gothe    |
|    | Germania (bandiera) | D     | Uwe Mielke       |
|    | Germania (bandiera) | D     | Ingo Pickenäcker |
|    | Germania (bandiera) | D     | Denni Strich     |
|    | Germania (bandiera) | D     | Jürgen Wielert   |
|    | Germania (bandiera) | C     | Ulrich Bittorf   |
|    | Germania (bandiera) | C     | Bernd Bressem    |

| N. |                     | Ruolo | Calciatore       |
| -- | ------------------- | ----- | ---------------- |
|    | Germania (bandiera) | C     | Manfred Dubski   |
|    | Germania (bandiera) | C     | Ralf Hörstgen    |
|    | Germania (bandiera) | C     | Detlef Krella    |
|    | Germania (bandiera) | C     | Eddy Malura      |
|    | Germania (bandiera) | C     | Günter Schlipper |
|    | Germania (bandiera) | A     | Rudi Decker      |
|    | Germania (bandiera) | A     | Detlef Dezelak   |
|    | Germania (bandiera) | A     | Konrad Eickels   |
|    | Germania (bandiera) | A     | Ingo Greitemeier |

## Organigramma societario
Area tecnica
- Allenatore: Hans-Werner Moors
- Allenatore in seconda:
- Preparatore dei portieri:
- Preparatori atletici:

## Calciomercato

### Sessione estiva
| Acquisti | Acquisti         | Acquisti               | Acquisti |
| R.       | Nome             | da                     | Modalità |
| -------- | ---------------- | ---------------------- | -------- |
| D        | Denni Strich     | Union Solingen         |          |
| A        | Rudi Decker      | Bochum                 |          |
| A        | Detlef Dezelak   | Rot-Weiss Essen        |          |
| A        | Ingo Greitemeier | Eintracht Braunschweig |          |
| D        | Jürgen Wielert   | Bochum                 |          |

| Cessioni | Cessioni            | Cessioni           | Cessioni |
| R.       | Nome                | a                  | Modalità |
| -------- | ------------------- | ------------------ | -------- |
| A        | Rüdiger Abramczik   | Schalke 04         |          |
| A        | John Andersen       | OKS                |          |
| A        | Matthias Baranowski | Colonia            |          |
| D        | Ralf Loose          | Fortuna Düsseldorf |          |
| C        | Rini van Roon       | Haarlem            |          |

### Sessione invernale
| Acquisti | Acquisti | Acquisti | Acquisti |
| R.       | Nome     | da       | Modalità |
| -------- | -------- | -------- | -------- |

| Cessioni | Cessioni | Cessioni | Cessioni |
| R.       | Nome     | a        | Modalità |
| -------- | -------- | -------- | -------- |

## Risultati

### 2. Bundesliga

#### Girone di andata
| Arbitro: | Matheis |

|                 |           |               |
| Löw 5’ Higl 20’ | Marcatori | 87’ Schlipper |

| Arbitro: | Assenmacher |

|                     |           |              |
| Gorka 28’ Gothe 31’ | Marcatori | 18’ Glückler |

| Arbitro: | Broska |

|              |           |                   |
| Dubovina 23’ | Marcatori | 40’ (aut.) Strich |

| Arbitro: | Barnick |

|                                     |           |          |
| Gorka 33’ Schlipper 73’ Wielert 79’ | Marcatori | 66’ Linz |

| Arbitro: | Matheis |

|                 |           |  |
| Hintermaier 22’ | Marcatori |  |

| Arbitro: | Eli |

|                                              |           |               |
| Bittorf 32’ Dezelak 45’ Krella 47’ Gorka 80’ | Marcatori | 53’ Schneider |

| Arbitro: | Krug |

|                |           |             |
| Gries 10’, 71’ | Marcatori | 90’ Dezelak |

| Arbitro: | Föckler |

|                                  |           |                                |
| Wielert 75’ (rig.) Schlipper 83’ | Marcatori | 59’ (aut.) Malura 71’ Schummer |

| Arbitro: | Berg |

|  |           |                                  |
|  | Marcatori | 19’, 20’, 76’ Dezelak 83’ Krella |

| Arbitro: | Retzmann |

|                               |           |                |
| Dezelak 6’, 43’ Schlipper 20’ | Marcatori | 74’ Regenbogen |

| Arbitro: | Heitmann |

|                              |           |  |
| Krümpelmann 2’ Fach 11’, 34’ | Marcatori |  |

| Arbitro: | Correll |

|             |           |  |
| Eickels 81’ | Marcatori |  |

| Arbitro: | Kasper |

|                     |           |  |
| Bruns 6’ Prange 85’ | Marcatori |  |

| Arbitro: | Schäfer |

|                      |           |                           |
| Decker 10’ Gorka 77’ | Marcatori | 14’ Schröder 41’ Gerstner |

| Arbitro: | Scheuerer |

|                           |           |                             |
| Langbein 32’ Jankovic 58’ | Marcatori | 50’ Dezelak 82’ Greitemeier |

| Oberhausen 31 ottobre 1987, ore 15:00 CET 16ª giornata | RW Oberhausen | 0 – 0 referto | Darmstadt | Niederrheinstadion (4 000 spett.)\| Arbitro: \| Gabor \| |
| Arbitro:                                               | Gabor         |               |           |                                                          |

| Arbitro: | Albrecht |

|                                 |           |             |
| Grabosch 72’ (rig.) Stadler 77’ | Marcatori | 59’ Bittorf |

| Arbitro: | Osmers |

|            |           |                                                     |
| Krella 20’ | Marcatori | 23’, 43’, 74’ Klaus 33’ Golke 58’ Wenzel 65’ Gronau |

| Arbitro: | Rubel |

|                                 |           |            |
| Flad 1’ Schüler 63’ Dinauer 77’ | Marcatori | 24’ Krella |

#### Girone di ritorno
| Arbitro: | Diekert |

|                                            |           |  |
| Dezelak 11’, 36’ Krella 26’, 71’ Gorka 40’ | Marcatori |  |

| Arbitro: | Kasper |

|  |           |            |
|  | Marcatori | 29’ Krella |

| Oberhausen 20 febbraio 1988, ore 15:00 CET 22ª giornata | RW Oberhausen | 0 – 0 referto | Union Solingen | Niederrheinstadion (2 300 spett.)\| Arbitro: \| Malbranc \| |
| Arbitro:                                                | Malbranc      |               |                |                                                             |

| Arbitro: | Kröger |

|                        |           |                              |
| Pickenäcker 61’ (aut.) | Marcatori | 23’ Dezelak 38’ (rig.) Gothe |

| Arbitro: | Birlenbach |

|                  |           |  |
| Gothe 11’ (rig.) | Marcatori |  |

| Arbitro: | Steinborn |

|                                          |           |  |
| Dumpert 29’ Gorka 57’ (aut.) Scheler 75’ | Marcatori |  |

| Arbitro: | Berg |

|                             |           |          |
| Krella 30’, 74’ Bittorf 52’ | Marcatori | 37’ Bunk |

| Arbitro: | Scheuerer |

|                                   |           |             |
| Stumpf 10’ Richter 67’ Walter 87’ | Marcatori | 14’ Dezelak |

| Oberhausen 29 marzo 1988, ore 15:00 CEST 28ª giornata | RW Oberhausen | 0 – 0 referto | Fortuna Colonia | Niederrheinstadion (1 500 spett.)\| Arbitro: \| Boos \| |
| Arbitro:                                              | Boos          |               |                 |                                                         |

| Arbitro: | Bauer |

|                                |           |           |
| Röber 36’ (rig.) Abramczik 88’ | Marcatori | 45’ Gothe |

| Arbitro: | Retzmann |

|                       |           |  |
| Gorka 13’ Dezelak 34’ | Marcatori |  |

| Arbitro: | Steinborn |

|         |           |  |
| Kühn 8’ | Marcatori |  |

| Arbitro: | Dellwing |

|  |           |                    |
|  | Marcatori | 41’ van der Pütten |

| Arbitro: | Correll |

|                   |           |  |
| Malura 53’ (aut.) | Marcatori |  |

| Arbitro: | Harder |

|  |           |                |
|  | Marcatori | 6’ (rig.) Kuhn |

| Arbitro: | Rubel |

|                             |           |  |
| Gutzler 48’, 60’ Künast 81’ | Marcatori |  |

| Arbitro: | Zimmermann |

|  |           |                                                  |
|  | Marcatori | 39’ (rig.) Grabosch 81’ (rig.) Kmiecik 86’ Igler |

| Arbitro: | Werner |

|                         |           |  |
| Zander 9’ Bargfrede 73’ | Marcatori |  |

| Arbitro: | Löwer |

|                                  |           |  |
| Pickenäcker 57’, 86’ Dezelak 76’ | Marcatori |  |

### Coppa di Germania
| Arbitro: | Richmann |

|             |           |           |
| Riemann 63’ | Marcatori | 17’ Gorka |

| Arbitro: | Steffens |

|  |           |                      |
|  | Marcatori | 20’ Riemann 70’ Koop |

## Statistiche

### Statistiche di squadra
| Competizione      | Punti | In casa | In casa | In casa | In casa | In casa | In casa | In trasferta | In trasferta | In trasferta | In trasferta | In trasferta | In trasferta | Totale | Totale | Totale | Totale | Totale | Totale | DR |
| Competizione      | Punti | G       | V       | N       | P       | Gf      | Gs      | G            | V            | N            | P            | Gf           | Gs           | G      | V      | N      | P      | Gf     | Gs     | DR |
| ----------------- | ----- | ------- | ------- | ------- | ------- | ------- | ------- | ------------ | ------------ | ------------ | ------------ | ------------ | ------------ | ------ | ------ | ------ | ------ | ------ | ------ | -- |
| 2. Bundesliga     | 33    | 19      | 10      | 5       | 4       | 32      | 20      | 19           | 3            | 2            | 14           | 16           | 34           | 38     | 13     | 7      | 18     | 48     | 54     | -6 |
| Coppa di Germania | -     | 1       | 0       | 0       | 1       | 0       | 2       | 1            | 0            | 1            | 0            | 1            | 1            | 2      | 0      | 1      | 1      | 1      | 3      | -2 |
| Totale            | 33    | 20      | 10      | 5       | 5       | 32      | 22      | 20           | 3            | 3            | 14           | 17           | 35           | 40     | 13     | 8      | 19     | 49     | 57     | -8 |

### Andamento in campionato
| Giornata  | 1  | 2 | 3  | 4 | 5  | 6 | 7  | 8  | 9 | 10 | 11 | 12 | 13 | 14 | 15 | 16 | 17 | 18 | 19 | 20 | 21 | 22 | 23 | 24 | 25 | 26 | 27 | 28 | 29 | 30 | 31 | 32 | 33 | 34 | 35 | 36 | 37 | 38 |
| --------- | -- | - | -- | - | -- | - | -- | -- | - | -- | -- | -- | -- | -- | -- | -- | -- | -- | -- | -- | -- | -- | -- | -- | -- | -- | -- | -- | -- | -- | -- | -- | -- | -- | -- | -- | -- | -- |
| Luogo     | T  | C | T  | C | T  | C | T  | C  | T | C  | T  | C  | T  | C  | T  | C  | T  | C  | T  | C  | T  | C  | T  | C  | T  | C  | T  | C  | T  | C  | T  | C  | T  | C  | T  | C  | T  | C  |
| Risultato | P  | V | N  | V | P  | V | P  | N  | V | V  | P  | V  | P  | N  | N  | N  | P  | P  | P  | V  | V  | N  | V  | V  | P  | V  | P  | N  | P  | V  | P  | P  | P  | P  | P  | P  | P  | V  |
| Posizione | 14 | 9 | 13 | 7 | 11 | 6 | 10 | 11 | 6 | 4  | 7  | 6  | 7  | 7  | 8  | 10 | 11 | 12 | 13 | 12 | 10 | 9  | 9  | 8  | 11 | 9  | 11 | 11 | 11 | 10 | 10 | 11 | 12 | 12 | 14 | 16 | 16 | 16 |

Legenda:

Luogo: C = Casa; T = Trasferta. Risultato: V = Vittoria; N = Pareggio; P = Sconfitta.

### Statistiche dei giocatori
| Giocatore      | 2. Bundesliga | 2. Bundesliga | 2. Bundesliga | 2. Bundesliga | Coppa di Germania | Coppa di Germania | Coppa di Germania | Coppa di Germania | Totale   | Totale | Totale      | Totale     |
| Giocatore      | Presenze      | Reti          | Ammonizioni   | Espulsioni    | Presenze          | Reti              | Ammonizioni       | Espulsioni        | Presenze | Reti   | Ammonizioni | Espulsioni |
| -------------- | ------------- | ------------- | ------------- | ------------- | ----------------- | ----------------- | ----------------- | ----------------- | -------- | ------ | ----------- | ---------- |
| G. Abel        | 17            | 0             | 2             | 0             | 1                 | 0                 | 1                 | 0                 | 18       | 0      | 3           | 0          |
| U. Bittorf     | 35            | 3             | 11            | 0             | 2                 | 0                 | 1                 | 0                 | 37       | 3      | 12          | 0          |
| B. Bressem     | 0             | 0             | 0             | 0             | 0                 | 0                 | 0                 | 0                 | 0        | 0      | 0           | 0          |
| R. Decker      | 22            | 1             | 4             | 0             | 2                 | 0                 | 0                 | 0                 | 24       | 1      | 4           | 0          |
| D. Dezelak     | 38            | 14            | 1             | 0             | 2                 | 0                 | 0                 | 0                 | 40       | 14     | 1           | 0          |
| M. Dubski      | 28            | 0             | 3             | 1             | 2                 | 0                 | 0                 | 0                 | 30       | 0      | 3           | 1          |
| K. Eickels     | 35            | 1             | 6             | 2             | 2                 | 0                 | 1                 | 0                 | 37       | 1      | 7           | 2          |
| H. Gorka       | 32            | 6             | 4             | 1             | 1                 | 1                 | 0                 | 0                 | 33       | 7      | 4           | 1          |
| F. Gothe       | 34            | 4             | 5             | 1             | 1                 | 0                 | 0                 | 0                 | 35       | 4      | 5           | 1          |
| I. Greitemeier | 22            | 1             | 4             | 0             | 2                 | 0                 | 0                 | 0                 | 24       | 1      | 4           | 0          |
| R. Hörstgen    | 0             | 0             | 0             | 0             | 0                 | 0                 | 0                 | 0                 | 0        | 0      | 0           | 0          |
| K. Kowarz      | 38            | 0             | 2             | 0             | 2                 | 0                 | 0                 | 0                 | 40       | 0      | 2           | 0          |
| D. Krella      | 32            | 9             | 3             | 1             | 2                 | 0                 | 1                 | 0                 | 34       | 9      | 4           | 1          |
| E. Malura      | 38            | 0             | 2             | 1             | 2                 | 0                 | 0                 | 0                 | 40       | 0      | 2           | 1          |
| U. Mielke      | 12            | 0             | 0             | 0             | 0                 | 0                 | 0                 | 0                 | 12       | 0      | 0           | 0          |
| I. Pickenäcker | 31            | 2             | 4             | 0             | 1                 | 0                 | 0                 | 0                 | 32       | 2      | 4           | 0          |
| G. Schlipper   | 18            | 4             | 5             | 1             | 2                 | 0                 | 1                 | 0                 | 20       | 4      | 6           | 1          |
| D. Strich      | 23            | 0             | 1             | 0             | 0                 | 0                 | 0                 | 0                 | 23       | 0      | 1           | 0          |
| J. Wielert     | 35            | 2             | 2             | 0             | 2                 | 0                 | 0                 | 0                 | 37       | 2      | 2           | 0          |